# Ian Raby
Ian Raby (22 de setembro de 1921 – 7 de novembro de 1967) foi um automobilista britânico nascido na Inglaterra que participou de sete Grandes Prêmios de Fórmula 1 entre 1963 até 1965.